# Halat Ammar
Halat Ammar (arabisch حالة عمار, DMG Ḥālat ʿAmmār) oder auch Halit Ammar ist eine Grenzstadt in der Provinz Tabuk in Saudi-Arabien auf circa 750 Höhenmetern. Sie liegt an der Nationalstraße 15, die die 440.000-Einwohner-Stadt Tabuk mit Jordanien verbindet. Außer dem Grenzübergang bei al-Haditha (Lage) und dem bei al-Haql (Lage) ist dies die einzige Fernstraße, die eine Verbindung mit dem nordwestlichen Nachbarland herstellt. Das Umland des Ortes ist vollkommen unbewohnt und aufgrund des trockenheißen Klimas unfruchtbar. Die Versorgung mit ausreichend Wasser ist im Norden Saudi-Arabiens ein großes Problem. Laut einer Studie des Institute of Water Ressources Management der Universität Hannover wird das Grundwasser dem Toten Meer entzogen und könnte nach 25 Jahren erschöpft sein.
Nahe dem Ort führte die Trasse der Hedschasbahn vorbei, die hier allerdings nur sieben Jahre betrieben worden war. Stattdessen ist der Autoverkehr immer wichtiger geworden. Halat Ammar lebt von der Zollstation und der damit verbundenen Infrastruktur, insbesondere für Lastkraftwagen-Fahrer, die hier wegen der Zollabfertigung meist einen längeren Aufenthalt haben.
Das Deutsche Zentrum für Luft- und Raumfahrt (DLR) hat in einer Studie, die im Juli 2009 veröffentlicht wurde, vier mögliche, 1.150.000 km² große Regionen rund um Halat Ammar untersucht, auf denen Solaranlagen eine jährliche Leistung von 123.300 TWh erzeugen könnten, um diese mit Fördergeldern des 7. Forschungsrahmenprogramms ins europäische Stromnetz einzuspeisen.